# NGC 7320B
NGC 7320B في الفهرس العام الجديد، هي مجرة، تقع في كوكبة الفرس الأعظم. اكتشفت بواسطة إدوارد ستيفان.

## روابط خارجية
- NGC 7320B على موقع ويكي سكاي: DSS2, SDSS, GALEX, IRAS, Hydrogen α, X-Ray, Astrophoto, Sky Map, Articles and images